# An Naqubah
 An Naqubah  (arabă النقوبة) este un oraș din Guvernoratul Madaba din nord-vestul Iordaniei.